# Baleine à bec de Layard
Mesoplodon layardii
Espèce
Statut de conservation UICN

 DD  : Données insuffisantes
Statut CITES
La baleine à bec de Layard (Mesoplodon layardii) est une espèce de cétacés de la famille des Ziphiidae. C'est l'un des plus grands représentants du genre Mesoplodon, atteignant une longueur de 6,2 m et un poids de 1 300 kg. 

## Étymologie
Les noms commun et scientifique ont été donné en l'honneur d'Edgar Leopold Layard, conservateur du South African Museum, qui a fait des dessins d'un crâne et les a envoyés au taxonomiste britannique John Edward Gray, qui a décrit l'espèce en 1865.

## Caractéristiques
Les baleines à bec de Layard adultes présentent une coloration spécifique qui en fait l'une des espèces de baleines à bec les plus faciles à identifier. Les adultes ont un bec blanc et un dos blanc pâle entre la nageoire dorsale et la tête. La nageoire dorsale est située très en arrière du corps et a l'extrémité blanche. Les nageoires caudales ont également des pointes blanches. Lorsqu'elles sont observées de près, en mer ou lorsqu'elles sont échouées, ces baleines présentent une bande pâle sur le cou qui sépare la tête et le melon gris foncé du reste du corps. Tandis les baleines adultes possèdent une coloration assez contrastée, les juvéniles sont plus difficiles à distinguer des autres espèces de baleines à bec car ils présentent une teinte grise uniforme. Les mâles peuvent atteindre 5,9 mètres, tandis que les femelles atteignent 6,2 mètres et pèsent probablement entre 1 000 et 1 300 kg. Les baleineaux nouveau-nés peuvent mesurer jusqu'à 2,8 mètres de long.
Les baleines à bec présentent un dimorphisme sexuel important : seuls les mâles possèdent des dents fonctionnelles. Les baleines à bec de Layard mâles commencent à développer une grande défense plate à partir de chaque mâchoire inférieure lorsqu'elles sont juvéniles, poussant à un angle de 45° vers l'arrière de la tête et au-dessus du rostre. Atteignant jusqu'à 34 cm de long, les dents peuvent se chevaucher aux extrémités, limitant ainsi l'ouverture de la bouche de l'animal. L'ouverture buccale de deux mâles adultes de baleines à bec de Layard échoués a été mesurée à 3,2 cm et 4 cm de large, alors que les femelles et les juvéniles ont une ouverture buccale de 6,5 cm.
On suppose que les baleines à bec mâles utilisent leurs dents pour se disputer l'accès aux femelles pour l'accouplement, comme en témoignent les cicatrices et les griffures sur le corps des mâles. Toutefois, il est peu probable que la baleine utilise l'ensemble de la défense lors de ce genre d'altercations ; il est probable que seule une petite denticule située sur la surface supérieure de la dent soit utilisée.

## Répartition
Il semble, sur la base d'observations en mer et d'un certain nombre d'animaux échoués, que la baleine à bec de Layard soit largement répandue dans l'océan Austral, avec une distribution circumpolaire possible dans les eaux subantarctiques et tempérées. Des observations de l'espèce ont été faites en Terre de Feu et à Chubut en Argentine, aux îles Malouines, en Australie occidentale et méridionale et en Nouvelle-Zélande.

## Écologie et comportement
On connaît peu de choses du comportement de cette espèce. On pense que les baleines à bec se déplacent en petits groupes, et la taille des groupes observés pour la baleine à bec de Layard varie de deux à dix individus,. 
La structure sociale des Mesoplodon en général est largement sous-étudiée, en raison de la difficulté d'observation des individus en mer. Il est possible que la dimension et la composition des groupes soient déterminées par le type de rostre et de dents que l'on trouve chez les différentes espèces. Les espèces plus grandes et lourdement armées qui peuvent infliger des blessures importantes se déplacent généralement en groupes où seuls un ou deux mâles sont présents, ce qui réduit le risque d'interactions agressives,. 
Malgré leurs grandes défenses, les baleines à bec de Layard mâles n'utilisent probablement qu'un petit denticule saillant sur chaque dent lors des conflits. Par conséquent, l'espèce peut se déplacer en groupes de plusieurs mâles car le risque de blessures graves est moindre.